# Ederson Moraes
Ederson Santana de Moraes, noto semplicemente come Ederson (Osasco, 17 agosto 1993), è un calciatore brasiliano, portiere del Manchester City e della nazionale brasiliana.

## Biografia
Figlio di Joelma e Antonis, il padre si guadagna da vivere nel commercio della frutta, fin da ragazzino era un ammiratore di Rogério Ceni. È sposato con Lais, i due si sono conosciuti nel 2013 in Portogallo, si sono sposati l'anno successivo nel 2014 e dal loro matrimonio sono nati tre figli: un maschio (Henrique) e due femmine (Yasmin e Laura).

## Caratteristiche tecniche
Portiere dotato di ottimi riflessi e bravo a parare i calci di rigore, spicca per la buona abilità con i piedi.
Il 20 maggio 2018 è stato inserito nel Guinness World Record per il rinvio più lungo effettuato da un portiere (75,3 metri, battuto il record precedente di 75 metri).
Il 15 febbraio 2025 è diventato il portiere con il maggior numero di assist nella storia della premier league(6)

## Carriera

### Club

#### Inizi
Ha mosso i primi passi nel settore giovanile del San Paolo, prima di trasferirsi nel 2009 in Portogallo, al Benfica. Dopo due anni nelle giovanili della squadra di Lisbona, si è accordato con il Ribeirão, club militante in Segunda Divisão. Nell'estate 2012 si è trasferito al Rio Ave, club della Primeira Liga, dove ha giocato per tre stagioni.

#### Benfica

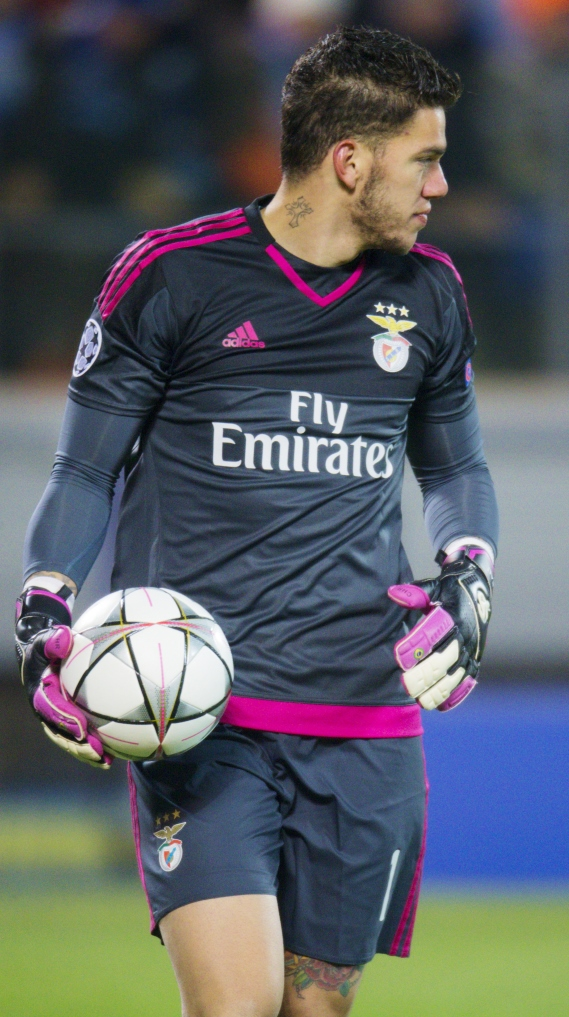
Ederson con la maglia del nel 2016.

Il 1º luglio 2015 viene acquistato dal Benfica per 500.000 euro, firmando un accordo quinquennale. Fa quindi ritorno al club che lo aveva portato in Europa e nel suo contratto viene inserita una clausola rescissoria di 45 milioni di euro. Nella stagione 2015-2016 parte come riserva dell'esperto connazionale Júlio César, venendo aggregato per alcune partite alla squadra B del Benfica. Gioca con la prima squadra nella vittoriosa Coppa di Lega, prima di essere schierato titolare nello scontro diretto in campionato contro lo Sporting Lisbona, vinto per 1-0. Colleziona in seguito altre presenze in campionato, e a fine anno festeggia il suo primo titolo portoghese. Nella stessa annata esordisce anche in Champions League.
Nella stagione successiva diventa il titolare della squadra, vincendo il suo secondo campionato portoghese di fila e la prima Coppa del Portogallo.

#### Manchester City

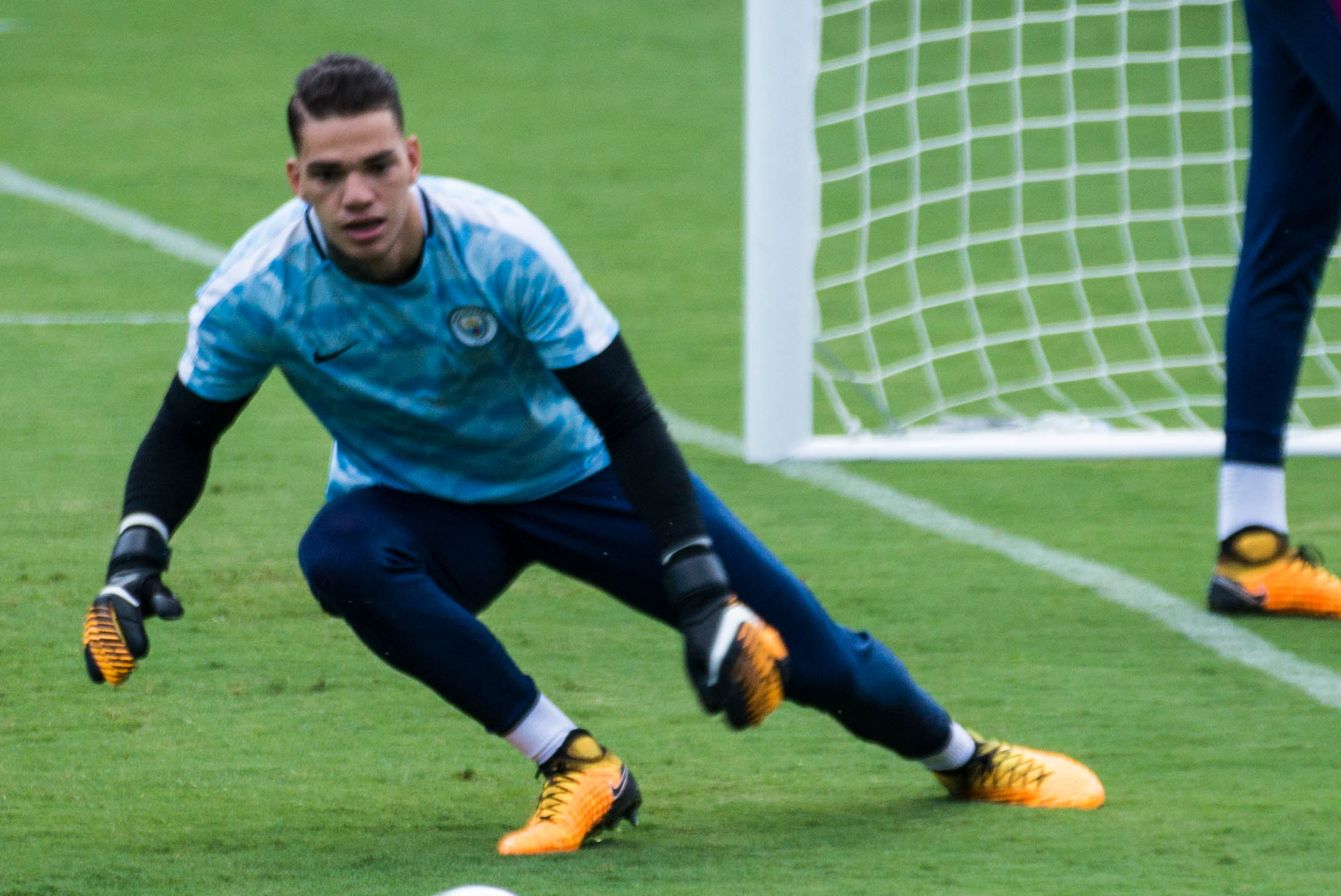
Ederson in allenamento con il nel 2017.

L'8 giugno 2017 viene acquistato a titolo definitivo dal Manchester City in cambio di 35 milioni di sterline (circa 40 milioni di euro), diventando il secondo portiere più costoso della storia dopo Gianluigi Buffon (in seguito verrà scavalcato da Alisson e da Kepa). Firma con i Citizens un contratto di sei anni. Ederson viene scelto da Pep Guardiola come titolare al posto del più esperto Claudio Bravo. Esordisce in gare ufficiali il 12 agosto 2017, nella partita vinta contro il Brighton per 2-0. Il 9 settembre, nella partita contro il Liverpool, viene colpito accidentalmente da Sadio Mané con un calcio in faccia: l'infortunio lo costringe a tornare in campo con un caschetto protettivo. Il 13 maggio 2018, dopo aver vinto la Football League Cup e la Premier League, prolunga con i Citizens fino al 2025.
Nella stagione 2018-2019, che lo vede ancora titolare del Manchester City, completa addirittura il quadruple nazionale, vincendo la Premier League, la FA Cup, la Football League Cup e il Community Shield. L'anno successivo inizia con il successo nel Community Shield e prosegue con quello nella Football League Cup. In Premier League, però, i Citizens non riescono a ripetersi e devono abdicare in favore del Liverpool.
Nella stagione 2022-23 ottiene, invece, con i Citizens un treble, vincendo la Premier League, la FA Cup e la Champions League. Il 22 dicembre 2023 vince anche la Coppa del mondo per club.

### Nazionale
Nell'estate del 2016 viene inizialmente convocato per la Copa América Centenario negli Stati Uniti, salvo poi essere sostituito da Marcelo Grohe per un problema muscolare. Fa il suo esordio con la Seleção il 10 ottobre 2017, giocando contro il Cile nella partita valida per le qualificazioni al Mondiale 2018 vinta 3-0 dal Brasile.
Nel 2019 viene convocato per la Copa América disputata in Brasile. Nel corso del torneo, Ederson è la riserva di Alisson ma può festeggiare la vittoria del trofeo. Partecipa al mondiale Qatar 2022 dove Alisson Becker gioca come portiere titolare, infatti di tutte e cinque le partite disputare dal Brasile, Ederson scende in campo in un solo match, quello perso per 1-0 contro il Camerun.

## Statistiche

### Presenze e reti nei club
Statistiche aggiornate al 30 giugno 2025.
| Stagione               | Squadra                | Campionato             | Campionato | Campionato | Coppe nazionali | Coppe nazionali | Coppe nazionali | Coppe continentali | Coppe continentali | Coppe continentali | Altre coppe | Altre coppe | Altre coppe | Totale | Totale |
| Stagione               | Squadra                | Comp                   | Pres       | Reti       | Comp            | Pres            | Reti            | Comp               | Pres               | Reti               | Comp        | Pres        | Reti        | Pres   | Reti   |
| ---------------------- | ---------------------- | ---------------------- | ---------- | ---------- | --------------- | --------------- | --------------- | ------------------ | ------------------ | ------------------ | ----------- | ----------- | ----------- | ------ | ------ |
| 2011-2012              | Ribeirão               | SD                     | 29         | -30        | CP+CdL          | 0+0             | 0               | -                  | -                  | -                  | -           | -           | -           | 29     | -30    |
| 2012-2013              | Rio Ave                | PL                     | 2          | -2         | CP+CdL          | 2+4             | -3 + -9         | -                  | -                  | -                  | -           | -           | -           | 8      | -14    |
| 2013-2014              | Rio Ave                | PL                     | 18         | -23        | CP+CdL          | 7+3             | -3 + -1         | -                  | -                  | -                  | -           | -           | -           | 28     | -27    |
| 2014-2015              | Rio Ave                | PL                     | 17         | -18        | CP+CdL          | 5+4             | -6 + -5         | UEL                | 2                  | -4                 | SP          | 0           | 0           | 28     | -33    |
| Totale Rio Ave         | Totale Rio Ave         | Totale Rio Ave         | 37         | -43        |                 | 25              | -27             |                    | 2                  | -4                 |             | 0           | 0           | 64     | -74    |
| 2015-gen. 2016         | Benfica B              | SL                     | 4          | -6         | -               | -               | -               | -                  | -                  | -                  | -           | -           | -           | 4      | -6     |
| gen.-giu. 2016         | Benfica                | PL                     | 10         | -4         | CP+CdL          | 0+5             | -4              | UCL                | 3                  | -4                 | SP          | 0           | 0           | 18     | -12    |
| 2016-2017              | Benfica                | PL                     | 27         | -12        | CP+CdL          | 3+3             | -2 + -3         | UCL                | 7                  | -10                | SP          | 0           | 0           | 40     | -27    |
| Totale Benfica         | Totale Benfica         | Totale Benfica         | 37         | -16        |                 | 11              | -9              |                    | 10                 | -14                |             | 0           | 0           | 58     | -39    |
| 2017-2018              | Manchester City        | PL                     | 36         | -26        | FACup+CdL       | 0+0             | 0               | UCL                | 9                  | -10                | -           | -           | -           | 45     | -36    |
| 2018-2019              | Manchester City        | PL                     | 38         | -23        | FACup+CdL       | 6+1             | -3 + 0          | UCL                | 10                 | -12                | CS          | 0           | 0           | 55     | -38    |
| 2019-2020              | Manchester City        | PL                     | 35         | -28        | FACup+CdL       | 1+0             | -2              | UCL                | 8                  | -7                 | CS          | 0           | 0           | 44     | -37    |
| 2020-2021              | Manchester City        | PL                     | 36         | -28        | FACup+CdL       | 0+0             | 0               | UCL                | 12                 | -5                 | -           | -           | -           | 48     | -33    |
| 2021-2022              | Manchester City        | PL                     | 37         | -26        | FACup+CdL       | 1+0             | 0               | UCL                | 11                 | -14                | CS          | 0           | 0           | 49     | -40    |
| 2022-2023              | Manchester City        | PL                     | 35         | -32        | FACup+CdL       | 1+0             | 0               | UCL                | 11                 | -4                 | CS          | 1           | -3          | 48     | -39    |
| 2023-2024              | Manchester City        | PL                     | 33         | -27        | FACup+CdL       | 0               | 0               | UCL                | 7                  | -6                 | CS+SU+Cmc   | 0+1+2       | 0 + -1 + 0  | 43     | -34    |
| 2024-2025              | Manchester City        | PL                     | 26         | -26        | FACup+CdL       | 2+0             | -1+0            | UCL                | 8                  | -20                | CS+Cmc      | 1+3         | -1+ -6      | 40     | -54    |
| Totale Manchester City | Totale Manchester City | Totale Manchester City | 276        | -216       |                 | 12              | -6              |                    | 75                 | -78                |             | 8           | -11         | 372    | -311   |
| Totale carriera        | Totale carriera        | Totale carriera        | 383        | -314       |                 | 48              | -42             |                    | 88                 | -96                |             | 8           | -11         | 516    | -459   |

### Cronologia presenze e reti in nazionale
| Cronologia completa delle presenze e delle reti in nazionale ― Brasile | Cronologia completa delle presenze e delle reti in nazionale ― Brasile | Cronologia completa delle presenze e delle reti in nazionale ― Brasile | Cronologia completa delle presenze e delle reti in nazionale ― Brasile | Cronologia completa delle presenze e delle reti in nazionale ― Brasile | Cronologia completa delle presenze e delle reti in nazionale ― Brasile | Cronologia completa delle presenze e delle reti in nazionale ― Brasile | Cronologia completa delle presenze e delle reti in nazionale ― Brasile |
| Data                                                                   | Città                                                                  | In casa                                                                | Risultato                                                              | Ospiti                                                                 | Competizione                                                           | Reti                                                                   | Note                                                                   |
| ---------------------------------------------------------------------- | ---------------------------------------------------------------------- | ---------------------------------------------------------------------- | ---------------------------------------------------------------------- | ---------------------------------------------------------------------- | ---------------------------------------------------------------------- | ---------------------------------------------------------------------- | ---------------------------------------------------------------------- |
| 10-10-2017                                                             | San Paolo                                                              | Brasile                                                                | 3 – 0                                                                  | Cile                                                                   | Qual. Mondiali 2018                                                    | -                                                                      |                                                                        |
| 12-10-2018                                                             | Riad                                                                   | Arabia Saudita                                                         | 0 – 2                                                                  | Brasile                                                                | Amichevole                                                             | -                                                                      |                                                                        |
| 20-11-2018                                                             | Milton Keynes                                                          | Brasile                                                                | 1 – 0                                                                  | Camerun                                                                | Amichevole                                                             | -                                                                      |                                                                        |
| 23-3-2019                                                              | Porto                                                                  | Brasile                                                                | 1 – 1                                                                  | Panama                                                                 | Amichevole                                                             | -1                                                                     |                                                                        |
| 6-6-2019                                                               | Brasilia                                                               | Brasile                                                                | 2 – 0                                                                  | Qatar                                                                  | Amichevole                                                             | -                                                                      |                                                                        |
| 7-9-2019                                                               | Miami Gardens                                                          | Brasile                                                                | 2 – 2                                                                  | Colombia                                                               | Amichevole                                                             | -2                                                                     |                                                                        |
| 10-9-2019                                                              | Los Angeles                                                            | Brasile                                                                | 0 – 1                                                                  | Perù                                                                   | Amichevole                                                             | -1                                                                     |                                                                        |
| 10-10-2019                                                             | Singapore                                                              | Brasile                                                                | 1 – 1                                                                  | Senegal                                                                | Amichevole                                                             | -1                                                                     |                                                                        |
| 13-10-2019                                                             | Singapore                                                              | Brasile                                                                | 1 – 1                                                                  | Nigeria                                                                | Amichevole                                                             | -1                                                                     |                                                                        |
| 13-11-2020                                                             | San Paolo                                                              | Brasile                                                                | 1 – 0                                                                  | Venezuela                                                              | Qual. Mondiali 2022                                                    | -                                                                      |                                                                        |
| 17-11-2020                                                             | Montevideo                                                             | Uruguay                                                                | 0 – 2                                                                  | Brasile                                                                | Qual. Mondiali 2022                                                    | -                                                                      |                                                                        |
| 8-6-2021                                                               | Asunción                                                               | Paraguay                                                               | 0 – 2                                                                  | Brasile                                                                | Qual. Mondiali 2022                                                    | -                                                                      |                                                                        |
| 17-6-2021                                                              | Rio de Janeiro                                                         | Brasile                                                                | 4 – 0                                                                  | Perù                                                                   | Coppa America 2021 - 1º turno                                          | -                                                                      |                                                                        |
| 2-7-2021                                                               | Rio de Janeiro                                                         | Brasile                                                                | 1 – 0                                                                  | Cile                                                                   | Coppa America 2021 - Quarti di finale                                  | -                                                                      | 81’                                                                    |
| 5-7-2021                                                               | Rio de Janeiro                                                         | Brasile                                                                | 1 – 0                                                                  | Perù                                                                   | Coppa America 2021 - Semifinale                                        | -                                                                      |                                                                        |
| 10-7-2021                                                              | Rio de Janeiro                                                         | Argentina                                                              | 1 – 0                                                                  | Brasile                                                                | Coppa America 2021 - Finale                                            | -1                                                                     |                                                                        |
| 14-10-2021                                                             | Manaus                                                                 | Brasile                                                                | 4 – 1                                                                  | Uruguay                                                                | Qual. Mondiali 2022                                                    | -1                                                                     |                                                                        |
| 1-2-2022                                                               | Belo Horizonte                                                         | Brasile                                                                | 4 – 0                                                                  | Paraguay                                                               | Qual. Mondiali 2022                                                    | -                                                                      |                                                                        |
| 2-12-2022                                                              | Lusail                                                                 | Camerun                                                                | 1 – 0                                                                  | Brasile                                                                | Mondiali 2022 - 1º turno                                               | -1                                                                     |                                                                        |
| 17-6-2023                                                              | Cornellà de Llobregat                                                  | Brasile                                                                | 4 – 1                                                                  | Guinea                                                                 | Amichevole                                                             | -1                                                                     |                                                                        |
| 20-6-2023                                                              | Lisbona                                                                | Brasile                                                                | 2 – 4                                                                  | Senegal                                                                | Amichevole                                                             | -4                                                                     |                                                                        |
| 8-9-2023                                                               | Belém                                                                  | Brasile                                                                | 5 – 1                                                                  | Bolivia                                                                | Qual. Mondiali 2026                                                    | -1                                                                     |                                                                        |
| 12-9-2023                                                              | Lima                                                                   | Perù                                                                   | 0 – 1                                                                  | Brasile                                                                | Qual. Mondiali 2026                                                    | -                                                                      |                                                                        |
| 12-10-2023                                                             | Cuiabá                                                                 | Brasile                                                                | 1 – 1                                                                  | Venezuela                                                              | Qual. Mondiali 2026                                                    | -1                                                                     |                                                                        |
| 17-10-2023                                                             | Montevideo                                                             | Uruguay                                                                | 2 – 0                                                                  | Brasile                                                                | Qual. Mondiali 2026                                                    | -2                                                                     | 77’                                                                    |
| 10-10-2024                                                             | Santiago del Cile                                                      | Cile                                                                   | 1 – 2                                                                  | Brasile                                                                | Qual. Mondiali 2026                                                    | -                                                                      |                                                                        |
| 15-10-2024                                                             | Brasília                                                               | Brasile                                                                | 4 – 0                                                                  | Perù                                                                   | Qual. Mondiali 2026                                                    | -                                                                      |                                                                        |
| 14-11-2024                                                             | Maturin                                                                | Venezuela                                                              | 1 – 1                                                                  | Brasile                                                                | Qual. Mondiali 2026                                                    | -1                                                                     |                                                                        |
| 19-11-2024                                                             | Salvador                                                               | Brasile                                                                | 1 – 1                                                                  | Uruguay                                                                | Qual. Mondiali 2026                                                    | -1                                                                     |                                                                        |
| Totale                                                                 |                                                                        | Presenze                                                               | 29                                                                     |                                                                        | Reti                                                                   | -21                                                                    |                                                                        |

## Palmarès

### Club

#### Competizioni nazionali
- Campionato portoghese: 2

Benfica: 2015-2016, 2016-2017
- Coppa di Lega portoghese: 1

Benfica: 2015-2016
- Coppa del Portogallo: 1

Benfica: 2016-2017
- Coppa di Lega inglese: 4

Manchester City: 2017-2018, 2018-2019, 2019-2020, 2020-2021
- Campionato inglese: 6

Manchester City: 2017-2018, 2018-2019, 2020-2021, 2021-2022, 2022-2023, 2023-2024
- Community Shield: 3

Manchester City: 2018, 2019, 2024
- Coppa d'Inghilterra: 2

Manchester City: 2018-2019, 2022-2023

#### Competizioni internazionali
- UEFA Champions League: 1

Manchester City: 2022-2023
- Supercoppa UEFA: 1

Manchester City: 2023
- Coppa del mondo per club: 1

Manchester City: 2023

### Nazionale
- Coppa America: 1

Brasile 2019

### Individuale
- Squadra dell'anno PFA: 2

2018-2019, 2020-2021
- Miglior portiere della Premier League: 3

2019-2020, 2020-2021, 2021-2022
- Squadra della stagione della UEFA Champions League: 1

2020-2021
- Miglior portiere dell'anno IFFHS: 1

2023
- The Best FIFA Goalkeeper: 1

2023
- Squadra maschile dell'anno IFFHS: 1

2023
- Globe Soccer Awards: 1

Miglior portiere dell'anno: 2023
- FIFPro World XI: 1

2024